# Maidstone (Saskatchewan)
Pour les articles homonymes, voir Maidstone (homonymie).
Maidstone est une localité située dans le centre-ouest de la Saskatchewan au Canada. La localité est située à la jonction de la Route 16 et de la Route 21 (en), à 57 km (35 miles) à l'est de Lloydminster et à 84 km à l'ouest de North Battleford.
Elle est mentionnée dans la chanson de Joni Mitchell, Song For Sharon, dans l'album Hejira. Maidstone étant un endroit dans l'ouest canadien où Mitchell a vécu. Le septième couplet débute par: “When we were kids in Maidstone, Sharon/I went to every wedding in that little town/To see the tears and the kisses/And the pretty lady in the white lace wedding gown...”.

## Histoire

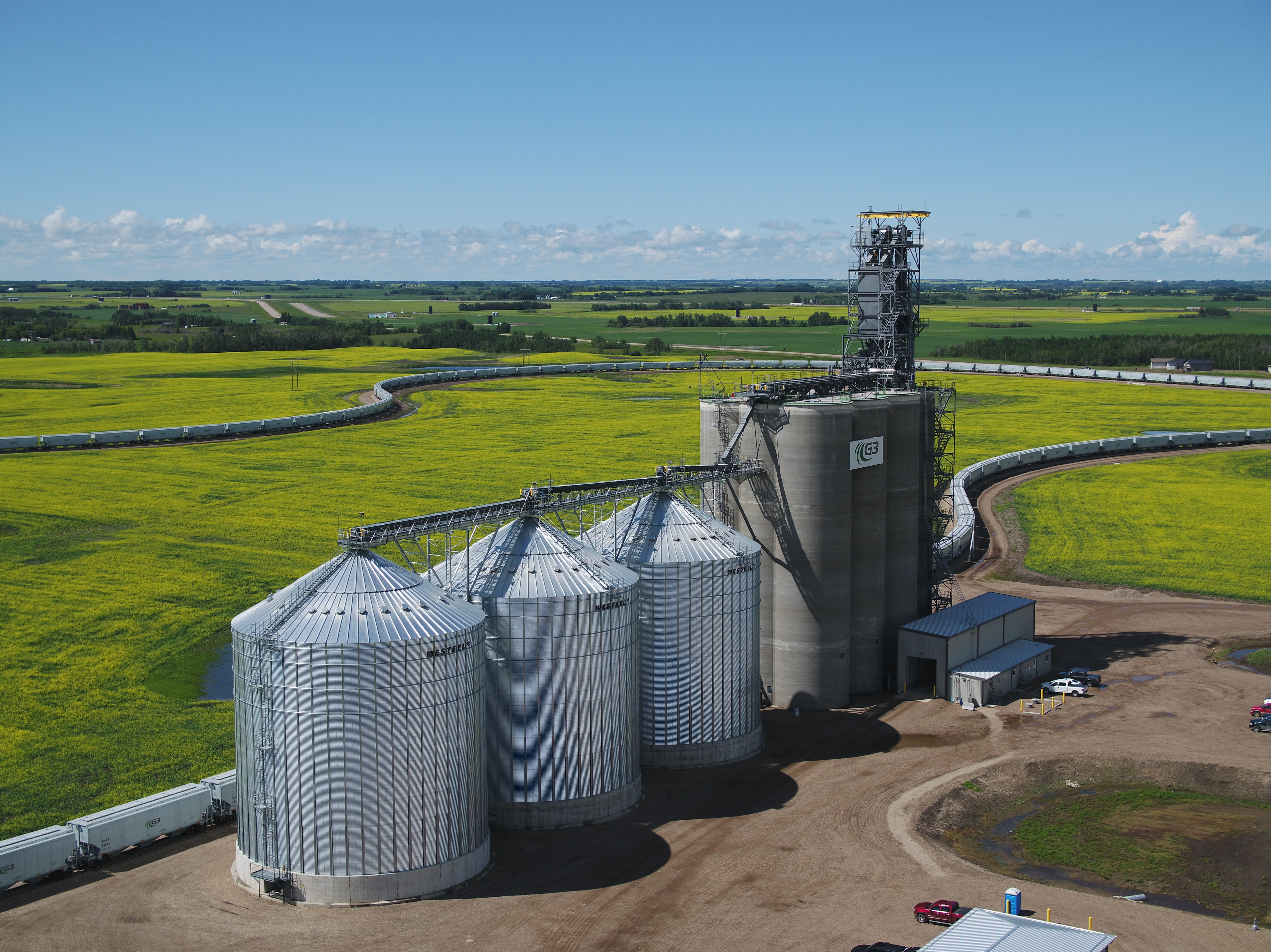
Élévateur à grain à Maidstone, ouvert en 2019.

Au printemps 1903, arrivent les premiers colons sur les terres de Maidstone, dont plusieurs provenaient de la colonie Barr de l'évêque anglican George Exton Lloyd (en). Ceux-ci sont suivis de plusieurs Afro-Américains provenant des États-Unis et d'un nombre significatif de Mennonites après la construction et passage du Canadian Northern Railway en 1905. John Henry Wesson s'installe dans la région en 1907 et devient l'un des plus importants fermiers de la Saskatchewan et devenant président de la Canadian Federation of Agriculture (en) en 1936 et président de la Saskatchewan Wheat Pool (en) en 1937.
La localité devient officiellement une ville en 1955. Durant les années 1970, le développement de l'industrie pétrolière entraîne un boom économique et démographique.

## Peuple Shiloh
En 1909, une communauté d'Africains-Américains provenant de l'Oklahoma s'établit dans le district d'Eldon près de Maidstone. En 1907, le territoire de l'Oklahoma et le territoire indien s'unissent pour former un nouvel État. Le nouveau gouvernement met alors en place un ségrégation raciale privant les afro-américains de certains droits. Ce faisant, Julius Caesar Lane et Joseph Mayes fondent la Shiloh colony dans la municipalité rurale d'Eldon (en).
La Charlow (Shiloh) Baptist Church situé au nord Maidstone dans la municipalité rurale d'Eldon est fondée en 1912. Elle est fondée par une douzaine de familles afro-américaines établies en 1910.

## Démographie
| 2011  | 2016  | 2021  |
| ----- | ----- | ----- |
| 1 156 | 1 185 | 1 209 |

## Attractions
- La station CNR de Maidstone construite en 1905[9]
- Charlow (Shiloh) Baptist Church and Cemetery localisé au nord de la municipalité et construit en 1912[10]
- Silver Lake Regional Park et Silver Lake Golf Club[11]
- Delfrari-Victoria Park où se trouve le Maidstone & District Museum[11]

## Transport
La localité est desservie par l'aérodrome Maistone (en) qui est situé au nord-ouest du territoire.

## Société
Personnalités
- Robert Wenman (1940-1995), homme politique fédéral et provincial en Colombie-Britannique, né à Maidstone

## Annexe